# Lista de filmes com temática LGBT de 2021
Esta é uma lista de filmes de longa e média metragem que contém personagens e/ou temática lésbica, gay, bissexual, ou transgênera que foram e serão lançados em 2021.
| Título                                                                 | Direção                                                                   | País                                             | Gênero                                     | Elenco | Anotações |
| ---------------------------------------------------------------------- | ------------------------------------------------------------------------- | ------------------------------------------------ | ------------------------------------------ | --- | --- |
| 18                                                                     | Vasilis Douvlis                                                           | Grécia                                           | Drama                                      | Iosif Gavrielatos, Nikolakis Zeginoglou, Anastasis Laoulakos, Klelia Andriolatou, Marina Anifanti, Maria Skoula                  | Um grupo de jovens de Atenas perseguem imigrantes, pessoas LGBT, e qualquer um que seja diferente                                                                          |
| 2gether: The Movie (เพราะเราคู่กัน THE MOVIE)                             | Backaof Noppharnach Chaiwimol, Kanittha Kwanyu, Champ Weerachit Thongjila | Tailândia                                        | Comédia, Romance                           | Bright Vachirawit Chivaaree, Win Metawin, Drake Laedeke, Frank Thanatsaran Samthonglai                                           | Versão longa-metragem da websérie homônima |
| 90 días para el 2 de Julio                                             | Rafael Martínez García                                                    | México                                           | Drama                                      | Armando Espitia, Luis Arrieta, Danae Reynaud, Karina Lechuga, Fernando Cuautle, Martha Claudia Moreno                            | Um jovem deve permanecer escondido até as eleições presidenciais, pois seu namorado é o candidato de um partido conservador                                                |
| 200 Cigarettes from Now                                                | Tianyu Ma                                                                 | EUA, China                                       | Drama, Comédia, Romance                    | Hua Zhong, Yezhou Zheng | [ 4 ] |
| Acts of Love                                                           | Francis Leplay, Isidore Bethel                                            | França, EUA                                      | Documentário, Comédia, Romance             | Isidore Bethel | Documentário híbrido onde o cineasta se muda para Chicago quando seu namorado termina com ele                                                                              |
| Adam                                                                   | Cora Bisser, Louise Lockwood                                              | Reino Unido                                      | Drama                                      | Adam Kashmiry | Filme de TV baseado na peça sobre a vida de Adam Kashmiry, um emigrante trans                                                                                              |
| AIDS Diva: The Legend of Connie Norman                                 | Dante Alencastre                                                          | EUA                                              | Documentário                               | | Sobre Connie Norman, mulher trans e ativista contra a AIDS |
| Aileen Wuornos: American Boogeywoman                                   | Daniel Farrands                                                           | EUA                                              | Terror, Crime, Biografia                   | Peyton List, Tobin Bell, Lydia Hearst, Swen Temmel, Andrew Biernat, Ashley Atwood                                                | Uma versão da vida da assassina em série Aileen Wuornos antes de seus crimes                                                                                               |
| Ailey                                                                  | Jamila Wignot                                                             | EUA                                              | Documentário                               | Alvin Ailey | Um retrato do pioneiro da dança Alvin Ailey |
| Al Mar                                                                 | Marco Antonio Núñez                                                       | Chile                                            | Drama                                      | Ana Burgos, Marcelo Gutiérrez, Francisco Dañobeitía, Ana Reeves, Consuelo Holzapfel, Álvaro Ceballos                             | Um casal procurando um novo começo perto do mar conhecem um homem enigmático que os faz repensar suas ideias sobre o amor                                                  |
| Alone with You                                                         | Emily Bennett, Justin Brooks                                              | EUA                                              | Terror                                     | Emily Bennett, Barbara Crampton, Meghan Lane, Dora Madison, Emma Myles                                                           | [ 11 ] |
| Along Came Wanda                                                       | Jan Miller Corran                                                         | EUA                                              | Drama, Comédia                             | Isabella Hofmann, Max Adler, Cathy DeBuono, Rich Ceraulo Ko, Monica Young, Adam Huss                                             | Quando uma chaleira traz a tona memórias de uma antiga amante, uma mulher e sua nova amiga saem em uma jornada                                                             |
| Les amours d'Anaïs                                                     | Charline Bourgeois-Tacquet                                                | França                                           | Drama, Romance                             | Anaïs Demoustier, Valeria Bruni Tedeschi, Denis Podalydès, Jean-Charles Clichet, Xavier Guelfi, Christophe Montenez              | Uma mulher se apaixona por um homem e sua namorada |
| Anak ng Macho Dancer                                                   | Joel Lamangan                                                             | Filipinas                                        | Drama                                      | Sean de Guzman, Allan Paule, Ricky Gumera, Miko Pasamonte, Charles Nathan, Mhack Morales                                         | Segue o filho do protagonista do filme Macho Dancer de 1988 |
| Angèle                                                                 | Sébastien Rensonnet, Brice Vdh                                            | França                                           | Documentário                               | Angèle, Dua Lipa | Sobre a estrela pop belga Angèle |
| Animals                                                                | Nabil Ben Yadir                                                           | Bélgica, França                                  | Drama                                      | Soufiane Chilah, Gianni Guettaf, Vincent Overath, Serkan Sancak, Lionel Maisin                                                   | Após tensões estourarem no aniversário de sua mãe, um jovem gay muçulmano foge de casa, mas o pior ainda está por vir                                                      |
| Anita                                                                  | Chad Hodge                                                                | EUA                                              | Biográfico                                 | Ashley Judd, Neil Patrick Harris                                                                                                 | Sobre Anita Bryant, que ganhou notoriedade ao fazer campanha contra uma lei que proibia a discriminação com base em orientação sexual                                      |
| Anne+                                                                  | Valerie Bisscheroux                                                       | Países Baixos                                    | Drama                                      | Hanna van Vliet, Jouman Fattal, Thorn Roos de Vries, Eline van Gils, Jesse Mensah, Jade Olieberg                                 | Uma universitária lésbica de Amsterdã se prepara para ir viver com seu grande amor em Montreal                                                                             |
| Ariaferma                                                              | Leonardo di Costanzo                                                      | Itália                                           | Drama                                      | Toni Servillo, Silvio Orlando, Fabrizio Ferracane, Salvatore Striano                                                             | As relações entre prisioneiros e guardas em uma prisão em processo de desativação começam a mudar                                                                          |
| As We Like It (揭大歡喜)                                               | Hung-i Chen, Muni Wei                                                     | Taiwan                                           | Drama                                      | Puff Kuo, Aggie Hsieh, Camille Chalons, Joelle Lu, Helena Hsu, Esther Huang                                                      | Uma reimaginação moderna de Romeu e Julieta, interpretado por duas mulheres                                                                                                |
| At the end of Evin                                                     | Mehdi Torab-Beigi, Mohammad Torab-Beigi                                   | Irã                                              | Drama                                      | Ra'na Azadivar, Mahdi Pakdel | Ao aceitar dinheiro para sua cirurgia de redesignação sexual, um homem trans cai na armadilha de uma família rica                                                          |
| Ayuda Babes                                                            | Joven Tan                                                                 | Filipinas                                        | Comédia                                    | Gardo Versoza, Joey Paras, Iyah Mina, Negi, Juliana Parizcova Segovia, Brenda Mage                                               | [ 22 ] |
| B-Boy Blues                                                            | Jussie Smollett                                                           | EUA                                              | Drama, Romance                             | Timothy Richardson, Thomas Mackie, Landon G. Woodson, Brandee Evans, Michael Jackson Jr., Jabari Redd                            | Um jornalista do Brooklyn se apaixona por um ciclista mensageiro do Harlem                                                                                                 |
| Bad Girls                                                              | Christopher Bickel                                                        | EUA                                              | Aventura, Crime, Suspense                  | Morgan Shaley, Renew Sanethia, Dresch Shelby, Lois Guinn, Cleveland Langdale, Micah Peroulis, Jonathan Benton                    | Após assaltar um clube de strip, três adolescentes são perseguidas pelo país por um agente do FBI misógino                                                                 |
| Baja Come Down                                                         | Anderson Matthew                                                          | EUA                                              | Drama                                      | Caitlin Michael Riley, Michelle Ortiz, Lou, Abel Ortega, Bebo, Caleb Hammond                                                     | Tentando salvar seu relacionamento, duas mulheres viajam pela costa da Baixa Califórnia                                                                                    |
| Baloney: A Queer Male Burlesque Documentary                            | Joshua Guerci                                                             | EUA                                              | Documentário                               | Michael Phillis, Rory Davis, Pablo Schmidt-Escobar, Ryan Patrick Welsh, Aaron Sarazan, Will Bedell                               | A história surpreendente de uma trupe burlesca gay de São Francisco |
| Being BeBe                                                             | Emily Branham                                                             | EUA                                              | Documentário                               | BeBe Zahara Benet | A jornada de BeBe Zahara Benet, drag queen camaronesa ganhadora da primeira temporada do programa RuPaul's Drag Race                                                       |
| Being Thunder                                                          | Stéphanie Lamorré                                                         | EUA                                              | Documentário                               | Sherente Harris | Segue um adolescente dois-espíritos da tribo Narragansett de Rhode Island                                                                                                  |
| Bekis on the Run                                                       | Joel Lamangan                                                             | Filipinas                                        | Comédia                                    | Diego Loyzaga, Christian Bables, Kylie Verzosa, Sean De Guzman, Lou Veloso, Tabs Sumulong                                        | Um homem e seu irmão gay roubam uma construtora para conseguir dinheiro para medicamentos                                                                                  |
| Benedetta                                                              | Paul Verhoeven                                                            | França, Países Baixos                            | Histórico, Drama, Romance                  | Virginie Efira, Lambert Wilson, Daphne Patakia, Charlotte Rampling, Olivier Rabourdin, Clotilde Courau                           | Baseado na vida de Benedetta Carlini, uma freira que se apaixonou por outra no século XV                                                                                   |
| Benediction                                                            | Terence Davies                                                            | Reino Unido                                      | Drama, Biográfico                          | Gemma Jones, Jack Lowden, Ben Daniels, Geraldine James, Peter Capaldi, Jeremy Irvine                                             | Sobre o poeta e soldado inglês Siegfried Sassoon |
| Bernstein's Wall                                                       | Douglas Tirola                                                            | EUA                                              | Documentário                               | Leonard Bernstein | A vida e a obra do pianista, maestro, e compositor Leonard Bernstein |
| Bienvenidos a España                                                   | Juan Antonio Moreno Amador                                                | Espanha                                          | Documentário                               | | A transformação de um bordel de Sevilha em um centro para refugiados |
| A Bird Flew In                                                         | Kirsty Bell                                                               | Reino Unido                                      | Drama                                      | Derek Jacobi, Sadie Frost, Jeff Fahey, Morgana Robinson, Frances Barber, Julie Dray                                              | [ 33 ] |
| The Bitch Who Stole Christmas                                          | Don Scardino                                                              | EUA                                              | Comédia                                    | Anna Maria Horsford, Raven-Symoné, Krysta Rodriguez, RuPaul, Charo, Andy Ridings                                                 | |
| Borderline                                                             | Anna Alfieri                                                              | Reino Unido                                      | Drama                                      | Isabella Hofmann, Max Adler, Cathy DeBuono, Rich Ceraulo Ko, Monica Young, Adam Huss, Constance Brenneman                        | Uma aspirante a escritora atormentada é incapaz de esquecer a garota que amava                                                                                             |
| Born to be Human (生而為人)                                            | Lily Ni                                                                   | Taiwan                                           | Drama                                      | Vera Chen, Alice Lee, Lee Ling-Wei, Chao-te Yin                                                                                  | Um jovem intersexo de 14 anos é forçado a passar por uma cirurgia de redesignação sexual antes de se mudar para outra cidade                                               |
| Boulevard! A Hollywood Story                                           | Jeffrey Schwarz                                                           | EUA                                              | Documentário                               | Robert Osborne, Jeffrey Schwarz, Steve Hayes, Mark Saltzman, Luke Yankee, Laurie Franks                                          | A história por trás da primeira tentativa de transformar o filme Sunset Boulevard em um musical da Broadway de 1952 a 1956, e o triângulo amoroso que acabou com o projeto |
| Bruno Reidal                                                           | Vincent Le Port                                                           | França                                           | Crime, Drama, Biográfico                   | Roman Villedieu, Jean-Luc Vincent, Dimitri Doré                                                                                  | Em 1905, um seminarista é condenado por matar uma criança |
| Blood-Red Ox                                                           | Rodrigo Bellott                                                           | EUA, Bolívia                                     | Mistério, Terror, Drama                    | Mazin Akar, Kaolin Bass, Andrea Camponovo, Vitorio Lema, Idalmis García, Julián Mercado                                          | A visita de dois namorados as florestas bolivianas vira algo sinistro quando um deles começa a ter visões                                                                  |
| A Boy Like That                                                        | Daniel Armando                                                            | EUA                                              | Drama                                      | Jaime Zevallos, Adrienne Lovette, Andres Nicolas Chaves, Juvian Marquez, Linda Manning, Lawrence Stallings                       | Um professor de teatro mexicano de meia-idade em Nova Iorque acredita que um jovem é a reencarnação de seu primeiro amor                                                   |
| Boy Meets Boy                                                          | Daniel Sanchez Lopez                                                      | Alemanha                                         | Drama, Romance                             | Matthew James Morrison, Alexis Koutsoulis                                                                                        | Dois jovens se conhecem em uma pista de dança em Berlim e decidem passar juntos as 15 horas antes do voo de um deles                                                       |
| The Brezinski Project                                                  | Brian Vincent                                                             | EUA                                              | Documentário                               | David McDermott, Marguerite Van Cook, James Romberger, Peter McGough, Frank Holliday, Claudia Summers                            | Também conhecido como Make Me Famous Sobre a colorida carreira do pintor Edward Brezinski                                                                                  |
| Building a Bridge                                                      | Evan Mascagni, Shannon Post                                               | EUA                                              | Documentário                               | James Martin | A jornada de um padre para a comunidade LGBT ser aceita pela Igreja Católica                                                                                               |
| Cadáver Exquisito                                                      | Lucía Vasallo                                                             | Argentina, Espanha, Brasil                       | Drama                                      | Sofía Gala Castiglione, Rafael Spregelburd, Analía Couceyro, Blanca Nieves Villalba                                              | Uma maquiadora encontra sua namorada em coma na banheira |
| Caer (Caught)                                                          | Nicola Mai                                                                | Reino Unido                                      | Documentário                               | Divay Mendez Ramires, Linda Carolina Dominguez, Liaam Winslet, Ashley Rendon                                                     | Expressa a luta pela justiça de mulheres trans latinas trabalhando na indústria sexual de Nova York                                                                        |
| Camila saldra esta noche                                               | Inés María Barrionuevo                                                    | Argentina                                        | Drama                                      | Nina Dziembrowski, Adriana Ferrer, Guillermo Pfening, Carolina Rojas, Federico Sack, Maite Valero                                | Quando sua avó adoece, uma adolescente é obrigada a deixar seus amigos para trás e se mudar para Buenos Aires                                                              |
| La Candidata                                                           | Ronald Rivas, Emil Guevara                                                | Venezuela, México                                | Documentário                               | | Segue cinco competidoras em um concurso de beleza trans |
| La Casa de Las Flores: La Película                                     | Manolo Caro                                                               | México                                           | Comédia, Drama                             | Cecilia Suárez, Dario Yazbek Bernal, Juan Pablo Medina, Aislinn Derbez, Paco León                                                | Continuação da série homónima |
| Catch the Fair One                                                     | Josef Kubota Wladyka                                                      | EUA                                              | Crime                                      | Lisa Emery, Kimberly Guerrero, Kevin Dunn, Daniel Henshall, Michael Drayer, Jonathan Kowalsky                                    | Uma ex-campeã de boxe embarca em uma jornada difícil para encontrar sua irmã desaparecida                                                                                  |
| Chandigarh Kare Aashiqui (चंडीगढ़ करे आशिकी)                                 | Abhishek Kapoor                                                           | Índia                                            | Romance, Drama, Comédia                    | Ayushmann Khurrana, Vaani Kapoor, Kanwaljit Singh, Gourav Sharma, Goutam Sharma, Yograj Singh                                    | Um bodybuilder se apaixona por uma professora de zumba trans |
| Christmas at the Ranch                                                 | Christin Baker                                                            | EUA                                              | Romance, Comédia                           | Amanda Righetti, Laur Allen, Lindsay Wagner, Archie Kao, Dia Frampton, Aaron Branch                                              | Uma mulher retorna ao rancho da família para salvá-lo e se apaixona pela ajudante do lugar                                                                                 |
| The Christmas House 2: Deck Those Halls                                | Rich Newey                                                                | EUA                                              | Comédia, Romance                           | Ana Ayora, Mattia Castrillo, Matthew James Dowden, Brad Harder                                                                   | Continuação do filme de 2020 |
| Christmas on the Farm                                                  | Christopher Weekes                                                        | Austrália                                        | Romance, Comédia                           | Poppy Montgomery, Hugh Sheridan, Darren McMullen, Nicholas Brown, Jeanette Cronin, Asmara Feik                                   | Prestes a lançar seu livro detalhando sua vida na fazenda, uma escritora precisa esconder o fato de nada nele ser verdadeiro                                               |
| A Cidade dos Abismos                                                   | Priscyla Bettim, Renato Coelho                                            | Brasil                                           | Drama                                      | Verónica Valenttino, Sofia Riccardi, Carolina Castanho, Guylain Mukendi                                                          | Na véspera de Natal, duas travestis, o dono de um bar, e uma mulher solitária são reunidos por um assassinato                                                              |
| Cinderella                                                             | Kay Cannon                                                                | EUA                                              | Musical, Fantasia                          | Camila Cabello, Billy Porter, Idina Menzel, Nicholas Galitzine, Pierce Brosnan, Maddie Baillio                                   | Uma versão moderna musical do clássico conto homônimo |
| Cobalt Blue                                                            | Sachin Kundalkar                                                          | Índia                                            | Drama, Romance                             | Prateik, Shishir Sharma, Geetanjali Kulkarni, Anjali Sivaraman, Neil Bhoopalam, Anant Joshi                                      | Irmão e irmã se apaixonam pelo mesmo homem |
| La colline où rugissent les lionnes                                    | Luàna Bajrami                                                             | França, Kosovo                                   | Drama                                      | Luàna Bajrami, Andi Bajgora, Era Balaj, Flaka Latifi, Urate Shabani                                                              | Em um vilarejo remoto em Kosovo, três jovens mulheres procuram independência                                                                                               |
| Colors of Tobi                                                         | Alexa Bakony                                                              | Hungria                                          | Documentário                               | Tóbiás Tuza, Éva Tuza, Zoltán Tuza                                                                                               | Segue um adolescente trans e sua família em uma pequena cidade da Hungria                                                                                                  |
| Coming to You (너에게 가는 길)                                         | Byun Gyu-ri                                                               | Coreia do Sul                                    | Documentário                               | Eunae 'Nabi' Jeong, Sunhwa 'Vivian' Kang, Hankyeol Lee, Yejoon Joung, Insun Kwak, Seongjun Nam                                   | Duas mãe processam a saída de armário de seus filhos, um trans e o outro gay                                                                                               |
| El compromiso de las sombras                                           | Sandra Luz López Barroso                                                  | México                                           | Documentário                               | Lizbeth | Segue uma mulher trans encarregada dos rituais fúnebres de um povoado afro-mexicano em Guerrero                                                                            |
| Convaleciente                                                          | Matías De Leis Correa                                                     | Argentina                                        | Drama                                      | Marisol Otero, Sebastián Sinnott, Graciela Muñoz, Francisco Ortiz, Victoria Mammoliti, Miguel Di Lemme                           | Uma mulher que vive com seu filho e sua mãe com Alzheimer recebe a visita de alguns parentes                                                                               |
| Cop Secret                                                             | Hannes Þór Halldórsson                                                    | Islândia                                         | Ação, Drama                                | Björn Hlynur Haraldsson, Steinunn Ólína Þorsteinsdóttir, Gunnar Hansson, Steinþór Hróar Steinþórsson, Júlíana Sara Gunnarsdóttir | Um policial negando sua sexualidade acaba se apaixonando por seu novo parceiro                                                                                             |
| ¡Corten!                                                               | Marc Ferrer                                                               | Espanha                                          | Comédia                                    | Marc Ferrer, Samantha Hudson, Álvaro Lucas, La Prohibida, Gregorio Sanz, Marga Sardà                                             | Um diretor está desesperado para produzir sua versão queer dos filmes giallo italianos, mas seu elenco começa a ser assassinado um por um                                  |
| Cosas imposibles                                                       | Ernesto Contreras                                                         | México                                           | Drama, Comédia                             | Nora Velázquez, Benny Emmanuel, Luisa Huertas, Salvador García                                                                   | Atormentada pelas memórias de seu marido abusivo, uma viúva faz amizade com um jovem                                                                                       |
| Czarna owca                                                            | Aleksander Pietrzak                                                       | Polônia                                          | Comédia, Drama                             | Arkadiusz Jakubik, Magdalena Popławska, Kamil Szeptycki, Agata Różycka, Włodzimierz Press, Anna Cieślak                          | Um casal aparentemente harmonioso vive com o filho youtuber e cuida do avô de um deles, mas a esposa esconde o fato de preferir mulheres                                   |
| Dancing Queens                                                         | Helena Bergström                                                          | Suécia                                           | Comédia, Drama                             | Molly Nutley, Christopher Wollter, Rakel Wärmländer, Mattias Nordkvist, Marie Göranzon, Emil Almén                               | Uma aspirante a dançarina ajuda a revitalizar um show drag |
| Dawn, Her Dad & the Tractor                                            | Shelley Thompson                                                          | Canadá                                           | Drama                                      | Robb Wells, Maya Henry, Amy Groening, Reid Price, Bette MacDonald, Taylor Olson                                                  | Após o funeral de sua mãe, uma jovem trans tenta consertar um trator e seu relacionamento com o pai                                                                        |
| Deadly Illusions                                                       | Anna Elizabeth James                                                      | EUA                                              | Suspense                                   | Kristin Davis, Dermot Mulroney, Greer Grammer, Shanola Hampto, Shylo Molina, Marie Wagenman                                      | |
| Death and Bowling                                                      | Lyle Kash                                                                 | EUA                                              | Drama                                      | Will Krisanda, Tracy Kowalski, Kendra Neuberger, Leontine White Foster, Gillian Cameron, Faith Bryan                             | Dois homens trans se conhecem no funeral da capitã de uma liga de boliche lésbica                                                                                          |
| Death of a Virgin and the Sin of Not Living                            | George Peter Barbari                                                      | Líbano                                           | Drama                                      | Etienne Assal, Adnan Khabbaz, Jean Paul Franjieh, Saad Elie Dankoura, Feyrouz AbouHassan                                         | Um grupo de amigos juntam dinheiro e saem em uma jornada para encontrar uma prostituta                                                                                     |
| La dernière séance                                                     | Gianluca Matarrese                                                        | Itália, França                                   | Drama                                      | | Uma conversa entre o diretor e seu amante |
| Desaprender a Dormir                                                   | Gustavo Vinagre                                                           | Brasil                                           | Comédia, Fantasia                          | Gustavo Vinagre, Caetano Gotardo, Rafael Rudolf, Carlos Escher, Bruno Rudolf, Larissa Siqueira                                   | Um editor de vídeos pornôs perde seu apetite sexual, seu marido tenta determinar a data da colonização de Marte, e o deus Hipnos é um youtuber                             |
| Deserto Particular                                                     | Aly Muritiba                                                              | Brasil                                           | Drama                                      | Antonio Saboia, Pedro Fasanaro, Luthero Almeida, Thomas Aquino, Laila Garin, Sandro Guerra                                       | Um policial de Curitiba viaja para a Bahia quando a mulher com quem tem um relacionamento online desaparece                                                                |
| Deus tem AIDS                                                          | Fábio Leal, Gustavo Vinagre                                               | Brasil                                           | Documentário                               | Kaco Arancíbia, Paulx Castello, Carué Conteiras, Flip Couto, Micaela Cyrino, Ernesto Filho                                       | Sete artistas e um médico dão depoimentos após quarenta anos do início da pandemia do vírus da AIDS para lutar contra a sorofobia no Brasil                                |
| Disintegration Loops                                                   | David Wexler                                                              | EUA                                              | Documentário                               | William Basinski, David Wexler, Anohni                                                                                           | O artista William Basinski contempla o legado de sua elegia aos atentados de 11 de Setembro de 2001                                                                        |
| Don Filipo                                                             | Tim Muñoz                                                                 | Filipinas                                        | Terror                                     | Luis Padilla, Adrian Arias, Rap Robes, Megan Sharpe                                                                              | Um jovem enfermeiro passa a cuidar de um senhor em um vilarejo remoto onde há pessoas desaparecendo                                                                        |
| Donde caben dos                                                        | Paco Caballero                                                            | Espanha, França                                  | Comédia                                    | Ernesto Alterio, Raúl Arévalo, Luis Callejo, Anna Castillo, Pilar Castro, Álvaro Cervantes                                       | trad. Se Organizar Direitinho? As histórias de cinco casais se entrelaçam em uma noite de aventuras sexuais                                                                |
| Dragonfly Boy                                                          | Jake Hotaling                                                             | EUA                                              | Drama                                      | Danielle Jarosz, Daniel Khat, Maddy Merritt, Sydney Powers, Ethan Rhoad, Tessa Solomon                                           | Um jovem luta para aceitar sua identidade |
| The Dutch Boys                                                         | Marco van Bergen, Viktor van der Valk, Jordi Wijnalda, Marc Wagenaar      | Países Baixos                                    | Drama                                      | Gijs Blom, Bas Keizer, Matthijs van de Sande Bakhuyzen, Tom van Kessel, Kay Greidanus, Tine Joustra                              | Antologia |
| Eating Cars                                                            | Trevor Hollen                                                             | EUA                                              | Comédia, Crime, Fantasia, Terror           | Lexi Pappas, Lauren Ashley, Carter, Scott Monahan, Willow Hale, Walker Haynes, Maisie Klompus                                    | Uma escritora sem sucesso procura sua namorada enquanto tenta se livrar das drogas que ela roubou de seus chefes                                                           |
| Errante Corazón                                                        | Leonardo Brzezicki                                                        | Argentina, Brasil, Espanha, Países Baixos, Chile | Drama                                      | Leonardo Sbaraglia, Miranda de la Serna, Eva Llorach, Iván González, Alberto Ajaka, Thalita Carauta                              | O relacionamento entre um pai solteiro gay procurando amor e sua filha adolescente procurando independência                                                                |
| Ese Fin de Semana                                                      | Mara Pescio                                                               | Argentina                                        | Drama                                      | Irina Misisco, María Paz Ferreyra                                                                                                | Após dez anos longe, uma mulher retorna para conhecer sua filha |
| Eternals                                                               | Chloé Zhao                                                                | EUA                                              | Aventura, Ação, Ficção Científica          | Angelina Jolie, Salma Hayek, Richard Madden, Kumail Nanjiani, Lauren Ridloff, Brian Tyree Henry                                  | Primeiro beijo gay do Universo Cinematográfico Marvel |
| Everybody's Talking About Jamie                                        | Jonathan Butterell                                                        | Reino Unido, EUA                                 | Musical, Drama                             | Max Harwood, Sarah Lancashire, Lauren Patel, Shobna Gulati, Ralph Ineson, Adeel Akhtar                                           | |
| Every Time a Bell Rings                                                | Maclain Nelson                                                            | EUA                                              | Romance, Comédia                           | Erin Cahill, Brittany Ishibashi, Ali Liebert, Wes Brown, Dee Wallace, Ryan Sands                                                 | Três irmãs retornam à cidade onde cresceram para o Natal e descobrem que seu falecido pai preparou uma caça ao tesouro para elas                                           |
| The Extinction of Fireflies                                            | James Andrew Walsh                                                        | EUA                                              | Comédia, Drama, Romance                    | Michael Urie, Tracie Bennett, Drew Droege, Kario Marcel                                                                          | Um dramaturgo de meia-idade convida seus amigos atores para lerem sua última obra                                                                                          |
| Faceless                                                               | Jennifer Ngo                                                              | EUA                                              | Documentário                               | | Segue quatro pessoas na linha de frente dos protestos pró-democracia de Hong Kong                                                                                          |
| The Fallout                                                            | Megan Park                                                                | EUA                                              | Drama                                      | Jenna Ortega, Maddie Ziegler, Niles Fitch, Will Ropp, Julie Bowen, Shailene Woodley                                              | [ 84 ] |
| Fanny: The Right to Rock                                               | Bobbi Jo Hart                                                             | Canadá                                           | Documentário                               | June Millington, Jean Millington, Alice de Buhr, Nickey Barclay, Patti Quatro, Brie Brandt                                       | A história de Fanny, uma banda desconhecida de filipinas-americanas queer de 50 anos atrás                                                                                 |
| El fantasma de la sauna                                                | Luis Navarrete                                                            | Espanha                                          | Musical, Comédia, Romance                  | Nestor Goenaga, Antonia San Juan, Martín Spínola, Pablo Liñares, Supremme De Luxe, Pupi Poisson                                  | Uma paródia d' O Fantasma da Ópera onde um jovem procura por um emprego em uma sauna e adquire um misterioso admirador                                                     |
| Fear Street Part One: 1994                                             | Leigh Janiak                                                              | EUA                                              | Terror                                     | Kiana Madeira, Olivia Scott Welch, Benjamin Flores Jr., Julia Rehwald, Fred Hechinger, Ashley Zukerman                           | Primeiro filme da trilogia baseada na série de livros homônima do escritor R. L. Stine                                                                                     |
| Fear Street Part Three: 1666                                           | Leigh Janiak                                                              | EUA                                              | Terror                                     | Kiana Madeira, Ashley Zukerman, Gillian Jacobs, Benjamin Flores Jr., Darrell Britt-Gibson, Olivia Scott Welch                    | Terceiro filme da trilogia baseada na série de livros homônima do escritor R. L. Stine                                                                                     |
| Fear Street Part Two: 1978                                             | Leigh Janiak                                                              | EUA                                              | Terror                                     | Sadie Sink, Emily Rudd, Ryan Simpkins, McCabe Slye, Ted Sutherland, Jordana Spiro                                                | Segundo filme da trilogia baseada na série de livros homônima do escritor R. L. Stine                                                                                      |
| Filter Gold                                                            | Vijayabaskar                                                              | Índia                                            | Suspense, Crime                            | Vijayabaskar, Dora Sree, Sugumar Shanmugam, Vettri                                                                               | Uma mulher trans procura vingança quando sua amiga é assassinada |
| Finlandia                                                              | Horacio Alcalá                                                            | México, Espanha                                  | Documentário                               | Noé Hernández, Andrea Guasch, Cuauhtli Jiménez, Leonardo Alonso, Erick Israel, Consuelo Raquel, Menor Rodriguez                  | Mostra a vida de um grupo de muxes após o terremoto de Oaxaca em 2020 |
| Fino ad essere felici                                                  | Cipolletta Paolo                                                          | Itália                                           | Drama                                      | Miriam Candurro, Francesco Di Leva, Gianfranco Gallo, Gianni Parisi, Santa De Santis, Ernesto Mahieux                            | Um advogado trabalhista leva uma vida noturna secreta como a drag queen mais famosa de Nápoles                                                                             |
| Firebird                                                               | Peeter Rebane                                                             | Estônia, Reino Unido                             | Drama, Romance, Histórico                  | Tom Prior, Oleg Zagorodnii, Diana Pozharskaya                                                                                    | Um triângulo amoroso entre um jovem soldado, um piloto de caça, e uma secretária durante a Guerra Fria                                                                     |
| First Time: The Time for All but Sunset - Violet                       | Nicolaas Schmidt                                                          | Alemanha                                         | Romance                                    | Aaron Hilmer, Fynn Grossmann | Dois jovens se conhecem durante uma viagem de trem |
| Firstness                                                              | Brielle Brilliant                                                         | EUA                                              | Drama                                      | Tim Kinsella, Allex Jording, Caleb Cabrera, Max Lipchitz, Ben O'Brien, Xiomara Bernard                                           | Um homem entra para um grupo de terapia, enquanto seu filho não binário se aproxima de um homem mais velho                                                                 |
| The Fish with One Sleeve (片袖の魚)                                    | Tsuyoshi Shôji                                                            | Japão                                            | Curta, Drama                               | Yuu Ishizuka, Rika Hirohata, Tomoka Igari, Taijirô Tamura                                                                        | Uma mulher trans trabalhadora decide entrar em contato com um velho colega de classe                                                                                       |
| Flugt                                                                  | Jonas Poher Rasmussen                                                     | Dinamarca, França, Suécia, Noruega               | Animação, Documentário, Drama              | Amin Nawabi, Daniel Karimyar, Fardin Mijdzadeh                                                                                   | Prestes a se casar com seu namorado, um refugiado afegão relembra de como chegou na Dinamarca como um menor desacompanhado                                                 |
| Flunk: The Exchange                                                    | Rob Mclaughlin                                                            | Nova Zelândia                                    | Romance, Drama                             | Mirene Castelltort, Lucy Wyma, Celine Dam, Xavier Garneau-Roughan, Sarah Dawes, Philippa Gouws                                   | Parte do universo da série Flunk O relacionamento entre duas jovens é testado com a chegada de uma intercambista                                                           |
| Flunk: The Sleepover                                                   | Ric Forster                                                               | Austrália                                        | Romance, Drama                             | Madelyn Sheahan, Georgia Crisfield, Smith, Holly Monks, Liv Rian, Emily Mutimer, Caylen Forbes                                   | Parte do universo da série Flunk Duas ex-namoradas são forçadas a passar a noite juntas                                                                                    |
| La fracture                                                            | Catherine Corsini                                                         | França                                           | Drama                                      | Marina Foïs, Valeria Bruni Tedeschi, Pio Marmaï, Aissatou Diallo Sagna                                                           | Duas mulheres prestem a terminarem seu relacionamento se encontram no hospital na noite de um protesto                                                                     |
| Fragrance of the First Flower (第一次遇見花香的那刻)                   | Angel Han Teng                                                            | Taiwan                                           | Drama, Romance                             | Lyan Cheng, Zaizai Lin, Lee Yi                                                                                                   | Duas mulheres lutam contra expectativas tradicionais |
| Freddie Mercury - The Final Act                                        | James Rogan                                                               | Reino Unido                                      | Documentário                               | Stuart Blizzard, Kashmira Bulsara, Gary Cherone, Roger Daltrey, Anita Dobson, Joe Elliott                                        | Segue a história do último show de Freddie Mercury até o show de tributo após sua morte                                                                                    |
| De fredløse                                                            | Henrik Martin Dahlsbakken                                                 | Noruega                                          | Crime, Ação                                | Samuel Fröler, Filip Berg, Lia Boysen, Benjamin Helstad, Cecilie A. Mosli, Ingar Helge Gimle                                     | Em 1920, dois fugitivos são perseguidos pela polícia após tentarem assaltar um trem                                                                                        |
| Fucking with Nobody                                                    | Hannaleena Hauru                                                          | Finlândia                                        | Comédia, Drama                             | Hannaleena Hauru, Lasse Poser, Samuel Kujala, Tanja Heinänen, Anna Kuusamo, Jussi Lankoski                                       | Uma mulher e sua irmã decidem criar um romance falso no Instagram com um jovem ator para mostrar quanto a sociedade venera narrativas românticas                           |
| El fulgor                                                              | Martín Farina                                                             | Argentina                                        | Documentário                               | Franco Heiler, Vilmar Paiva | [ 97 ] |
| Gabi, mellan åren 8 till 13                                            | Engeli Broberg                                                            | Suécia, Noruega                                  | Documentário                               | Jasin Ahmad, Henry Dickman, Gabriella Fletcher, Tracy Fletcher, Thomas, Bo Tjärnberg                                             | Segue uma criança trans dos 8 até os 13 anos de idade |
| Gameboys: The Movie                                                    | Ivan Andrew Payawal                                                       | Filipinas                                        | Romance, Drama                             | Elijah Canlas, Kokoy de Santos                                                                                                   | Sequência da série homónima |
| Gemmel & Tim                                                           | Michiel Thomas                                                            | EUA                                              | Documentário                               | Michael Franklin, Gemmel Moore, Timothy Dean                                                                                     | Segue as histórias de dois homens negros gays que morreram de overdose em 2017 e 2019                                                                                      |
| Genderation                                                            | Monika Treut                                                              | Alemanha                                         | Documentário                               | Annie Sprinkle, Beth Stephens, Stafford, Sandy Stone, Susan Stryker, Max Wolf Valerio                                            | A diretora procura os sujeitos de seu filme Gendernauts de 1999, vinte anos depois                                                                                         |
| Girl in Golden Gate Park                                               | J.P. Allen                                                                | EUA                                              | Drama                                      | Kim Jiang Dubaniewicz, Erin Mei-Ling Stuart, Allison Ewing, Sally Clawson, Elysia Oliquiano, Chris Pflueger                      | Expulsa de seu apartamento em São Francisco, uma mulher formula um plano para ficar na cidade que ama                                                                      |
| Girl Like You                                                          | Frances Elliott, Samantha Marlowe                                         | Austrália                                        | Documentário                               | | Segue a transição de gênero de uma mulher pela perspectiva de sua namorada                                                                                                 |
| Glob Lessons                                                           | Nicole Rodenburg                                                          | EUA                                              | Comédia, Drama                             | Colin Froeber, Nicole Rodenburg, Edmund Donovan                                                                                  | Um homem gay inseguro e uma mulher misteriosa imprevisível viram uma dupla durante a turnê de uma trupe de teatro infantil                                                 |
| Glück                                                                  | Henrika Kull                                                              | Alemanha                                         | Drama                                      | Katharina Behrens, Eva Collé, Nele Kayenberg, Jean-Luc Bubert, Petra Kauner, Bence Máté                                          | Duas profissionais do sexo se encontram em um hotel em Berlim |
| The Grand Bolero                                                       | Gabriele Fabbro                                                           | Itália                                           | Drama                                      | Lidia Vitale, Brandon Koen, Ludovica Mancini, Marcello Mariani, Filippo Prandi                                                   | Uma limpadora de órgãos de meia idade luta contra a atração que sente por sua jovem assistente muda                                                                        |
| The Greenhouse                                                         | Thomas Wilson-White                                                       | Austrália                                        | Fantasia, Drama                            | Harriet Gordon-Anderson, Joel Horwood, Camilla Ah Kin, Kirsty Marillier, Shiv Palekar                                            | Em luto pela morte da mãe, uma jovem encontra um portal para o passado na floresta que cerca a casa de sua família                                                         |
| Große Freiheit                                                         | Sebastian Meise                                                           | Áustria, Alemanha                                | Drama                                      | Franz Rogowski, Georg Friedrich, Anton von Lucke, Thomas Prenn, Fabian Stumm                                                     | Na Alemanha pós-guerra, um homem é preso por ser homossexual e forma um relacionamento com seu colega de cela                                                              |
| Gualeguaychú: El país del carnaval                                     | Marco Berger                                                              | Argentina                                        | Documentário                               | Franco Heiler, Vilmar Paiva, Gaston Re, Julieta Tramanzoli                                                                       | Desde suas infâncias, dois homens participam do tradicional carnaval de Gualeguaychú                                                                                       |
| Guermantes                                                             | Christophe Honoré                                                         | França                                           | Comédia, Drama                             | Claude Mathieu, Anne Kessler, Éric Génovèse, Florence Viala, Elsa Lepoivre, Julie Sicard                                         | Quando sua peça é cancelada devido à pandemia do COVID-19, uma trupe de atores decide continuar ensaiando                                                                  |
| Hating Peter Tatchell                                                  | Christopher Amos                                                          | Reino Unido                                      | Documentário                               | Peter Tatchell, Ian McKellen | Defensor dos direitos humanos, Peter Tatchell confronta as leis homofóbicas russas                                                                                         |
| Haymaker                                                               | Nick Sasso                                                                | EUA                                              | Ação, Drama                                | Nomi Ruiz, Zoë Bell, Veronica Falcón, Udo Kier, D. B. Sweeney, John Ventimiglia                                                  | Um lutador de muay thai aposentado salva uma cantora trans e é contratado como o guarda-costas dela                                                                        |
| He Played Me                                                           | Kamal Smith                                                               | EUA                                              | Drama, Romance                             | Shelby Leigh, Mica Bivings, Alphonso Settles                                                                                     | [ 113 ] |
| Hei fun nei si nei (喜歡妳是妳)                                        | Chiu Hoi Yeung, Candy Ng Wing-Shan                                        | Hong Kong                                        | Romance, Drama                             | Hedwig Tam, Renci Yeung, Kin Long Chan                                                                                           | Também conhecido como The First Girl I Loved Na véspera do casamento de uma delas, duas melhores amigas relembram o breve relacionamento que tiveram                       |
| Hello, Stranger: The Movie                                             | Dwein Baltazar                                                            | Filipinas                                        | Comédia, Romance                           | Tony Labrusca, JC Alcantara, Vivoree Esclito, Patrick Quiroz, Gillian Vicencio, Miguel Almendras                                 | Continuação da série homônima de 2020 |
| L'heure Mélusine                                                       | Claus Drexel                                                              | França                                           | Documentário                               | | Segue um grupo de prostitutas em Bois de Boulogne |
| Hiacynt                                                                | Piotr Domalewski                                                          | Polônia                                          | Crime, Suspense, Drama                     | Tomasz Zietek, Hubert Milkowski, Marek Kalita, Adrianna Chlebicka, Tomasz Schuchardt, Sebastian Stankiewicz                      | trad. Entre Frestas Nos anos 80, um jovem policial persegue um assassino em série que ataca homens gays                                                                    |
| Homebody                                                               | Joseph Sackett                                                            | EUA                                              | Comédia                                    | Colby Minifie, Tre Ryder, Maria Dizzia, Whitmer Thomas, Zoe Chao                                                                 | Uma criança de nove anos troca de corpo com sua babá |
| How to Fix Radios                                                      | Casper Leonard, Emily Russell                                             | Canadá                                           | Drama                                      | James Rudden, Dimitri Watson, Willa Crowder, Hector Jenkins, Sam Hubbard, Casper Leonard                                         | Um jovem conservador começa a trabalhar em uma loja de iscas e faz amizade com seu supervisor excêntrico                                                                   |
| El Hoyo en la Cerca                                                    | Joaquin del Paso                                                          | México                                           | Drama                                      | Joaquin del Paso, Valeria Lamm, Jacek Poniedzialek, Lucciano Kurti, Santiago Barajas Hamue, Carlos Morett                        | A descoberta de um buraco na cerca de um prestigioso internato leva a uma série de acontecimentos perturbadores                                                            |
| Human Factors                                                          | Ronny Trocker                                                             | Alemanha, Itália, Dinamarca                      | Drama                                      | Mark Waschke, Sabine Timoteo, Marthe Schneider, Wanja Valentin Kube, Hassan Akkouch, Spencer Bogaert                             | [ 121 ] |
| In the Heights                                                         | Jon M. Chu                                                                | EUA                                              | Musical, Drama, Romance                    | Anthony Ramos, Melissa Barrera, Corey Hawkins, Leslie Grace, Olga Merediz, Lin-Manuel Miranda                                    | Musical baseado na peça da Broadway sobre um homem latino dono de uma mercearia. Contém um casal lésbico                                                                   |
| Inheritance                                                            | Michael Kenneth Fahr                                                      | EUA                                              | Terror                                     | Michael Kenneth Fahr, Christopher Sarlls, Christopher Patrino, Justine Renee, M. Catherine Wynkoop, Rick Teliga                  | Após a morte de seus pais, dois irmãos dividem sua herança a são perseguidos por uma figura mascarada                                                                      |
| Instructions for Survival                                              | Yana Ugrekhelidze                                                         | Alemanha                                         | Documentário                               | | Um homem trans geórgio precisa viver uma vida secreta em seu país natal |
| Invisible: Gay Women in Southern Music                                 | T.J. Parsell                                                              | EUA                                              | Documentário                               | Cidny Bullens, Kye Fleming, Mary Gauthier, Emmylou Harris, Jess Leary, Pam Rose                                                  | Segue um grupo de compositoras lésbicas na indústria da música country |
| Justine                                                                | Jamie Patterson                                                           | Reino Unido                                      | Drama, Romance                             | Sian Reese-Williams, Steve Oram, Kirsty Dillon, Tallulah Haddon, Sophie Reid                                                     | Uma jovem em um caminho de auto-destruição se apaixona por outra em Brighton                                                                                               |
| Kelti                                                                  | Milica Tomovic                                                            | Sérvia                                           | Drama                                      | Dubravka Kovjanić, Stefan Trifunović, Katarina Dimić, Anja Đorđević, Olga Odanović, Konstantin Ilin                              | [ 127 ] |
| Kendra and Beth                                                        | Dean Peterson                                                             | EUA                                              | Drama, Fantasia, Romance, Comédia          | Kate Lyn Sheil, Eleanore Pienta, Whitmer Thomas, Catherine Curtin, Jon Gabrus, Phil Matarese                                     | As únicas mulheres trabalhando em uma fábrica de salsichas formam um laço improvável                                                                                       |
| Knackningar                                                            | Frida Kempff                                                              | Suécia                                           | Terror, Drama, Suspense                    | Cecilia Milocco, Krister Kern, Albin Grenholm, Ville Virtanen, Alexander Salzberger, Charlotta Åkerblom                          | Após deixar o hospital psiquiátrico onde se internou depois de um colapso nervoso, uma mulher começa a ouvir sons misteriosos em seu apartamento                           |
| LA QueenCiañera                                                        | Pedro Peira                                                               | Espanha                                          | Documentário                               | Bamby Salcedo | Um retrato da ativista trans Bamby Salcedo, filmado em seu aniversário de 50 anos                                                                                          |
| Lair                                                                   | Adam Ethan Crow                                                           | Reino Unido                                      | Terror                                     | Oded Fehr, Corey Johnson, Emily Haigh, Alana Wallace, Sean Buchanan                                                              | Uma família fraturada é forçada a enfrentar seus demônios |
| The Land of Owls                                                       | Patrick Letterii                                                          | EUA                                              | Drama, Romance                             | Blake DeLong, Emma Duncan, Ronald Peet, Erica Lutz, Jasmin Walker, David Rysdahl                                                 | Em um retiro nas montanhas Catskill, dois casais do Brooklyn saem de suas zonas de conforto                                                                                |
| Landlocked                                                             | Timothy Hall                                                              | EUA                                              | Drama                                      | Dustin Gooch, Delia Kropp, Ashlee Heath, Jeffrey Charles Morgan, Rich Robertson, Julie Jones Ivey                                | Após a morte de sua mãe, um homem reencontra seu pai trans e os dois viajam para espalhar as cinzas da falecida                                                            |
| Language Lessons                                                       | Natalie Morales                                                           | EUA                                              | Drama                                      | Natalie Morales, Mark Duplass, Desean Terry                                                                                      | Uma professora de espanhol e seu aluno gay tem uma amizade inesperada via Zoom                                                                                             |
| The Last Thing Mary Saw                                                | Edoardo Vitaletti                                                         | EUA                                              | Suspense, Terror, Drama                    | Stefanie Scott, Rory Culkin, Isabelle Fuhrman, Carolyn McCormick, Judith Roberts, Shane Coffey                                   | Em uma comunidade religiosa em 1843, uma jovem é investigada após a morte misteriosa de sua família                                                                        |
| The Laureate                                                           | William Nunez                                                             | Reino Unido                                      | Drama, Biográfico                          | Tom Hughes, Dianna Agron, Laura Haddock, Fra Fee, Patricia Hodge, Julian Glover                                                  | As relações complicadas da casa do poeta inglês Robert Graves resultam em uma acusação de assassinato                                                                      |
| Leading Ladies                                                         | Ruth Caudeli                                                              | Colômbia                                         | Comédia, Drama                             | Silvia Varón, Ana María Otálora, Marcela Robledo, Diana Wiswell, Ana María Cuellar                                               | [ 136 ] |
| The Legend of the Underground                                          | Nneka Onuorah, Giselle Bailey                                             | EUA                                              | Documentário                               | Mikael Ighodaro, Denrele Edun, James Brown, Olumide Makanjuola, Papa Oyeyemi, Stephen Tayo                                       | A discriminação na Nigéria através do olhar de homens não conformistas de gênero                                                                                           |
| Lockdown                                                               | Joel Lamangan                                                             | Filipinas                                        | Drama                                      | Paolo Gumabao, Ruby Ruiz, Max Eigenmann, Jess Evardone, Angeli Nicole Sanoy, Jim Pebanco                                         | Um trabalhador migrante volta ao seu país por causa da pandemia de COVID-19 e começa a trabalhar em um bordel                                                              |
| Look Me Over: Liberace                                                 | Jeremy J.P. Fekete                                                        | EUA                                              | Documentário, Biográfico                   | Jere Ring, Daryl Wagner, Tony Palmer, Dana Fedderson, Steve Garey, Joel R. Strote                                                | Sobre o extravagante músico Liberace |
| Love the One You're With                                               | Spencer Collins                                                           | EUA                                              | Comédia, Romance                           | Donnie Hue Frazier, Anthony Bawn, Danny Royce, Sampson McCormick, Hope Flood, Jessica Shaday                                     | Um casal negro e gay contempla o possível fim de seu relacionamento |
| Ma Belle, My Beauty                                                    | Marion Hill                                                               | EUA, França                                      | Romance, Drama                             | Idella Johnson, Hannah Pepper-Cunningham, Lucien Guignard, Sivan Noam Shimon                                                     | Duas mulheres que eram parte do mesmo relacionamento poliamoroso se reencontram no sul da França                                                                           |
| Madalena                                                               | Madiano Marcheti                                                          | Brasil                                           | Drama                                      | Natália Mazarim, Rafael de Bona, Pâmella Yulle, Chloe Milan, Joana Castro, Antonio Salvador                                      | A morte de uma mulher trans liga três pessoas no Mato Grosso do Sul |
| Das Mädchen und die Spinne                                             | Ramon Zürcher, Silvan Zürcher                                             | Suíça                                            | Drama                                      | Henriette Confurius, Liliane Amuat, Ursina Lardi, Flurin Giger, André Hennicke, Ivan Georgiev                                    | [ 141 ] |
| Madres paralelas                                                       | Pedro Almodóvar                                                           | Espanha                                          | Drama                                      | Penélope Cruz, Milena Smit, Israel Elejalde, Aitana Sánchez-Gijón, Rossy de Palma, Julieta Serrano                               | Duas mães solteiras dividem o quarto de hospital onde vão dar à luz tem seus bebês trocados                                                                                |
| Maisie                                                                 | Lee Cooper                                                                | Reino Unido                                      | Documentário                               | David Raven, Allan Cardew, Miss Jason, Dave Lynn, Walter Cole, David Pollikett                                                   | Uma drag queen de 85 anos fala sobre seus 50 anos de performance |
| The Man with the Answers (Ο Άνθρωπος με τις Απαντήσεις)                | Stelios Kammitsis                                                         | Chipre, Grécia, Itália                           | Drama                                      | Vasilis Magouliotis, Anton Weil, Stella Fyrogeni                                                                                 | Um ex-campeão de salto ornamental grego e um aluno alemão excêntrico saem em uma jornada de Bari até a Baviera                                                             |
| Máquina do Desejo - 60 Anos do Teatro Oficina                          | Joaquim Castro, Lucas Weglinski                                           | Brasil                                           | Documentário                               | José Celso Martinez Corrêa, Renato Borghi, Ítala Nandi                                                                           | Comemora as seis décadas do Teatro Oficina |
| Maschile singolare                                                     | Alessandro Guida, Matteo Pilati                                           | Itália                                           | Comédia, Drama, Romance                    | Giancarlo Commare, Eduardo Valdarnini, Gianmarco Saurino, Michela Giraud, Lorenzo Adorni, Carlo Calderone                        | A vida de um homem de família é revirada quando seu marido, de quem ele dependia emocionalmente e financeiramente, o deixa                                                 |
| Matar a la bestia                                                      | Agustina San Martín                                                       | Argentina, Brasil                                | Suspense, Fantasia, Drama                  | Ana Brun, Sabrina Grinschpun, João Miguel, Tamara Rocca                                                                          | Após a morte de sua mãe, uma jovem visita sua tia para procurar por seu irmão desaparecido                                                                                 |
| Matcha & Vanilla                                                       | Hamish Downie                                                             | Austrália, Japão                                 | Drama                                      | Qyoko Kudo, Tomoko Hayakawa | Um casal lésbico no Japão conservador precisam lutar para ficarem juntas quando uma delas é diagnosticada com câncer                                                       |
| Medusa                                                                 | Anita Rocha da Silveira                                                   | Brasil                                           | Terror                                     | Mari Oliveira, Bruna Linzmeyer, Thiago Fragoso, Lara Tremouroux, Bruna G., Felipe Frazão                                         | Uma jovem e sua gangue mascarada lincham todos que consideram 'pecadores'                                                                                                  |
| Les Meilleures                                                         | Marion Desseigne-Ravel                                                    | França                                           | Drama                                      | Lina El Arabi, Mahia Zrouki, Tasnim Jamlaoui                                                                                     | Duas meninas são rivais à luz do dia e amantes durante a noite |
| Memories of Forgetting                                                 | Joselito Altarejos                                                        | Filipinas                                        | Drama                                      | Noel Escondo, Jonathan Ivan Rivera, Dexter Doria                                                                                 | Dois homens que tinham uma tensão romântica se reencontram durante a pandemia                                                                                              |
| Merhaba Canım                                                          | Ulaş Tosun                                                                | Turquia                                          | Documentário                               | Arkadaş Z. Özger, Ahmed Saka, Ahmet İnam, Akın Evren, Cavit Kürnek, Deniz Ziya Temeltaş                                          | Examina o poema homônimo de Arkadaş Z. Özger, uma referência à sexualidade do escritor                                                                                     |
| Mía y Moi                                                              | Borja de la Vega                                                          | Espanha                                          | Drama                                      | Bruna Cusí, Ricardo Gómez, Eneko Sagardoy, Joe Manjón, Raquel Espada                                                             | Após a morte de sua mãe uma mulher, seu irmão esquizofrênico, e o namorado deste passam três dias na casa da família                                                       |
| Michel-le-s                                                            | Arthur Vé Batoumeni                                                       | Congo                                            | Drama                                      | Serga Wata, Boum Antsieli, Alphonse Mafoua, Marise Banouanina, Loïc Leho, Sorel Boulingui                                        | Um jovem prestes a ingressar na universidade é expulso de casa quando seu pai religioso descobre que ele é gay                                                             |
| La Mif                                                                 | Fred Baillif                                                              | Suíça                                            | Drama                                      | Charlie Areddy, Kassia Da Costa, Amandine Golay, Claudia Grob, Joyce Esther Ndayisenga, Amelie Tonsi                             | Segue um grupo de meninas em um abrigo para menores |
| Miguel’s War                                                           | Eliane Raheb                                                              | Líbano, Espanha, Alemanha                        | Documentário                               | Miguel Jleilaty, Maria Zabala Peña, Hashem Adnan, Majdi Machmouchi, Maya Yammine, François Nour                                  | Um homem gay confronta os fantasmas de seu passado |
| The Mitchells vs. The Machines                                         | Mike Rianda                                                               | EUA                                              | Animação, Ficção Científica, Ação, Comédia | Abbi Jacobson, Danny McBride, Maya Rudolph, Mike Rianda, Eric Andre, Olivia Colman                                               | [ 156 ] |
| Mix Up in the Mediterranean                                            | Jonathan Wright                                                           | EUA                                              | Comédia, Romance                           | Jeremy Jordan, Jessica Lowndes, Callum Blue, Michelle Martin, Edward De Gaetano, Stephen Oliver                                  | Um cozinheiro azarado finge ser seu irmão gêmeo gay famoso para entrar para um concurso de culinária, e se apaixona pela dona do evento                                    |
| Mojarse en cuatro versos                                               | Clara Ràfols Pérez, Heleni Smuha                                          | Espanha                                          | Documentário                               | Glòria Guerrero González, Javiera Valenzuela Castillo, Salima Issaoui El Harrak, Ona Juan Bachs, Patricia Caramés Rodés          | Sete mulheres e uma pessoa não binária falam de sua relação e experiências com a masturbação                                                                               |
| Moneyboys (尋找)                                                       | C.B. Yi                                                                   | Taiwan, Áustria                                  | Drama                                      | Kai Ko, J.C. Lin, Bai Yufan, Zeng Meihuizi, Yan-Ze Lu, Daphne Low                                                                | A família de um jovem prostituto aceita seu dinheiro mas não sua sexualidade                                                                                               |
| My Name is Pauli Murray                                                | Julie Cohen, Betsy West                                                   | EUA                                              | Documentário                               | Pauli Murray | Sobre a vida e as ideias de Pauli Murray, ativista, advogada, e pastora negra não-binária que influenciou Ruth Bader Ginsburg e Thurgood Marshall                          |
| My Way: The Life and Legacy of Pat Patterson                           |                                                                           | EUA                                              | Documentário                               | Pierre Clermont, Hulk Hogan, Leati Joseph Anoa'i, Gene Okerlund, Gerald Brisco, Jim Morris                                       | Sobre Pat Patterson, a primeira estrela gay de WWE |
| Neptune Frost                                                          | Saul Williams, Anisia Uzeyman                                             | EUA, França, Ruanda                              | Musical, Ficção Científica                 | Eliane Umuhire, Ekaterina Baker, Dorcy Rugamba                                                                                   | O romance entre uma hacker intersexo africana e um mineiro de coltan |
| Nico                                                                   | Eline Gehring                                                             | Alemanha                                         | Drama                                      | Sara Fazilat, Sara Klimoska, Javeh Asefdjah, Andreas Marquardt, Brigitte Kramer                                                  | Após um ataque xenofóbico, uma mulher persa-alemã começa a aprender karatê                                                                                                 |
| No Hiding Here                                                         | Gabe Gabriel                                                              | África do Sul                                    | Comédia, Romance                           | Earl Gregory, David Viviers, Tiffany Barbuzano, Antoinette Kellermann                                                            | Após acidentalmente mostrar pornografia gay em um evento da escola, um professor de teatro é forçado a se esconder com uma celebridade no armário                          |
| No Straight Lines: The Rise of Queer Comics                            | Vivian Kleiman                                                            | EUA                                              | Documentário                               | Alison Bechdel, Rupert Kinnard, Howard Cruse, Mary Wings, Jennifer Camper                                                        | Mostra o nascimento e desenvolvimento dos quadrinhos LGBT pelos olhos de seus criadores                                                                                    |
| The Novice                                                             | Lauren Hadaway                                                            | EUA                                              | Suspense                                   | Isabelle Fuhrman, Jeni Ross, Amy Forsyth, Kate Drummond, Jonathan Cherry                                                         | Um caloura entra para o time de remo de sua universidade e começa uma tensa jornada                                                                                        |
| Nudo mixteco                                                           | Ángeles Cruz                                                              | México                                           | Drama                                      | Sonia Couoh, Noé Hernández, Myriam Bravo, Eileen Yañez, Aida López, Jorge Doal                                                   | Três pessoas de uma cidade mixteca precisam confrontar suas sexualidades                                                                                                   |
| Oi pikrodafnes                                                         | Paola Revenioti                                                           | Grécia                                           | Documentário                               | Eva Koumarianou, Paola Revenioti, Betty Vakalidou                                                                                | Segue três mulheres trans em seus 60 anos que se conhecem por mais de 40                                                                                                   |
| Les Olympiades, Paris 13e                                              | Jacques Audiard                                                           | França                                           | Drama                                      | Noémie Merlant, Geneviève Doang, Jehnny Beth, Line Phé, Pol White, Makita Samba                                                  | O emaranhado amoroso entre três garotas e um garoto |
| On the Fringe of Wild                                                  | Emma Catalfamo                                                            | Canadá                                           | Drama                                      | Harrison Browne, Cameron Stewart, Mikael Melo, Andrew Bee, Audrey Nesbitt, Adam Jenner                                           | Segue o romance entre dois jovens de famílias rivais de uma pequena cidade de Ontario                                                                                      |
| Orfeas2021                                                             | Fil Ieropoulos                                                            | Grécia                                           | Ficção Científica                          | Georgios Iatrou, Elena Akrita, Diamanti Kritsotaki, Lito Messini, Nikos Ziaziaris, Stamatis Pakakis                              | Segue as lutas do primeiro primeiro-ministro gay da Grécia em uma utopia retro-futurística                                                                                 |
| Palmer                                                                 | Fisher Stevens                                                            | EUA                                              | Drama                                      | Justin Timberlake, Ryder Allen, Alisha Wainwright, Juno Temple, June Squibb, Lance E. Nichols                                    | Após 12 anos preso, um homem volta a morar com sua avó e passa a cuidar de uma criança não-binária                                                                         |
| Paradis sale                                                           | Bertrand Mandico                                                          | França                                           | Ficção Científica, Mistério                | Elina Löwensohn, Paula Luna, Vimala Pons, Agata Buzek, Michaël Erpelding, Mara Taquin                                            | Em um futuro distante em um planeta selvagem, uma adolescente e sua mãe devem capturar a criminosa que acabaram libertando                                                 |
| Il Paradiso del Pavone                                                 | Laura Bispuri                                                             | Itália, Alemanha                                 | Drama                                      | Dominique Sanda, Alba Rohrwacher, Maya Sansa, Carlo Cerciello, Fabrizio Ferracane, Leonardo Lidi                                 | Uma mulher reúne seu marido, seus filhos, nora, ex-genro, a namorada deste, sua prima, sua empregada, sua neta, e seu pavão de estimação para celebrar seu aniversário     |
| Passion                                                                | Maja Borg                                                                 | Suécia, Espanha                                  | Documentário                               | Maja Borg | A cineasta mistura cristianismo com BDSM queer |
| Pat Rocco Dared                                                        | Morris Chapdelaine, Bob Christie                                          | Canadá                                           | Documentário                               | | Sobre o cineasta pornográfico e ativista gay Pat Rocco |
| People We Know Are Confused                                            | Tomas Smulkis                                                             | Lituânia                                         | Drama                                      | Milda Noreikaitė, Gabija Jaraminaitė Ryškuvienė, Arūnas Sakalauskas, Jolanta Dapkūnaitė, Paulius Markevičius                     | Três histórias paralelas se desenrolam em Vilnius |
| El Perfecto David                                                      | Felipe Gomez Aparicio                                                     | Argentina, Uruguai                               | Drama                                      | Mauricio Di Yorio, Umbra Colombo, Diego Starosta, Pablo Staffolarini, José Luis Sain, Germán Baudino                             | [ 177 ] |
| Pornographer the Movie: Playback (劇場版ポルノグラファー プレイバック) | Koichiro Miki                                                             | Japão                                            | Romance                                    | Kenta Izuka, Terunosuke Takezai, Yoshida Munehiro, Gorô Ôishi, Ryôko Kobayashi                                                   | Um escritor e um universitário mantém um relacionamento à distância depois que o primeiro volta à sua cidade natal                                                         |
| Poliamor para principiantes                                            | Fernando Colomo                                                           | Espanha, França                                  | Comédia                                    | Karra Elejalde, Quim Àvila, María Pedraza, Toni Acosta, Eduardo Rosa, Inma Cuevas                                                | Um homem tímido que mora com os pais se apaixona por uma enfermeira poliamorosa                                                                                            |
| Potato Dreams of America                                               | Wes Hurley                                                                | EUA                                              | Comédia, Drama, Biográfico                 | Jonathan Bennett, Lea DeLaria, Dan Lauria, Marya Sea Kaminski, Sera Barbieri, Tyler Bocock                                       | A história verdadeira de um garoto gay crescendo na União Soviética e sua fuga para os EUA                                                                                 |
| The Power of the Dog                                                   | Jane Campion                                                              | Reino Unido, Austrália, EUA, Nova Zelândia       | Drama                                      | Benedict Cumberbatch, Kirsten Dunst, Jesse Plemons, Kodi Smit-McPhee, Thomasin McKenzie, Genevieve Lemon                         | [ 181 ] |
| Pretenders                                                             | Tristen Stafford                                                          | EUA                                              | Comédia                                    | Libby Lou Larkin, Emma Grace Myers, Diata Coleman                                                                                | Cansados de serem perdedores, três amigos criam identidades falsas |
| Pretty Boy                                                             | Marcel Walz                                                               | EUA                                              | Terror                                     | Sarah French, Jed Rowen, Devanny Pinn, Heather Grace Hancock, Jake Red, Andrew Rohrbach                                          | Continuação do filme Blind de 2019 Um serial killer mascarado rapta uma mulher cega e invade uma festa de dia dos namorados                                                |
| A Primeira Morte de Joana                                              | Cristiane Oliveira                                                        | Brasil                                           | Drama                                      | Emílio Speck, Letícia Kacperski, Isabela Bressane, Joana Vieira, Lisa Becker, Roberto Oliveira                                   | Uma garota de 13 anos quer descobrir por que sua tia-avó morreu sem nunca ter namorado ninguém                                                                             |
| Os Primeiros Soldados                                                  | Rodrigo de Oliveira                                                       | Brasil                                           | Drama                                      | Johnny Massaro, Renata Carvalho, Clara Choveaux, Higor Campagnaro, Alex Bonini, Vitor Camilo                                     | Um biólogo gay e seus amigos lutam para sobreviver o primeiro ano da crise da AIDS no Brasil                                                                               |
| Procession                                                             | Robert Greene                                                             | EUA                                              | Documentário                               | Joe Eldred, Mike Foreman, Ed Gavagan, Dan Laurine, Michael Sandridge, Tom Viviano                                                | [ 186 ] |
| Prognosis: Notes on Living                                             | Kate Stilley Steiner, Debra Chasnoff                                      | EUA                                              | Documentário                               | | A documentarista Debra Chasnoff é diagnosticada com câncer e luta contra injustiça com sua câmera                                                                          |
| Pure Grit                                                              | Kim Bartley                                                               | Irlanda                                          | Documentário                               | Savannah Martinez, Sharmaine Weed                                                                                                | Segue uma jovem indígena competindo em corridas de cavalo sem sela |
| Que sirva de ejemplo                                                   | Sofía Castañón                                                            | Espanha                                          | Documentário                               | | Explora a influência da heteronormatividade na sociedade |
| Quem Vai Ficar com Mário?                                              | Hsu Chien                                                                 | Brasil                                           | Comédia, Romance                           | Daniel Rocha, Felipe Abib, Letícia Lima, Rômulo Arantes Neto, Nany People                                                        | |
| Raw! Uncut! Video!                                                     | Alex Clausen, Ryan A. White                                               | EUA                                              | Documentário                               | mr. Pam, Rick Castro, Jack Fritscher, Mark Hemry, Susie Bright, Donnie Russo                                                     | A ascensão e queda do estúdio pornográfico gay Palm Drive Video |
| Rebel Dykes                                                            | Harri Shanahan, Sian Williams                                             | Reino Unido                                      | Documentário                               | | Examina a subcultura das lésbicas punks da Londres dos anos 80 |
| The Retreat                                                            | Pat Mills                                                                 | Canadá                                           | Suspense, Terror                           | Tommie-Amber Pirie, Sarah Allen, Rossif Sutherland, Aaron Ashmore, Celina Sinden, Munro Chambers                                 | Com problemas no relacionamento, um casal de mulheres viaja para uma cabine remota e encontram um grupo extremista que quer exterminá-las                                  |
| Ride or Die (彼女)                                                     | Ryuichi Hiroki                                                            | Japão                                            | Crime, Romance, Drama, Suspense            | Kiko Mizuhara, Honami Sato, Yoko Maki, Anne Suzuki, Shunsuke Tanaka, Tetsushi Tanaka                                             | trad. Tudo por Ela Para libertar a amiga por quem ela é apaixonada, uma mulher mata o marido abusivo desta                                                                 |
| Road to Damascus                                                       | Anthony G. Perkins                                                        | EUA                                              | Mistério, Crime, Drama                     | Frank Red, Becky Killerson, Denzel Moore, Christopher Michael Carney, Ali Daniels, Carl Swanson                                  | Um homem procura sua colega de quarto trans quando esta desaparece |
| Romantic Chorus                                                        | Jeff M. Giordano                                                          | EUA                                              | Documentário, Animação                     | | 17 animadores ao redor do mundo e 21 entrevistados criam uma discussão sobre sexo, monogamia, medo, e tecnologia                                                           |
| Run                                                                    | Mel Magno                                                                 | Filipinas                                        | Drama, Romance                             | J.R. Versales, Keann Johnson, Zhay Cuevas, Miko Manapul                                                                          | Dois homens, um fugindo da fúria de seu pai e o outro fugindo de seu passado, se apaixonam                                                                                 |
| Sankaku Mado no Sotogawa wa Yoru (さんかく窓の外側は夜)                | Yukihiro Morigaki                                                         | Japão                                            | Mistério, Romance, Suspense                | Masaki Okada, Jun Shison, Yurina Hirate, Kenichi Takitoh, Yuki Sakurai, Emi Wakui                                                | Um livreiro que pode ver fantasmas encontra um poderoso exorcista |
| La Santa Piccola                                                       | Silvia Brunelli                                                           | Itália                                           | Drama                                      | Gianfelice Imparato, Luigi Chiocca, Pina Di Gennaro, Sofia Guastaferro, Francesco Pellegrino, Vincenzo Antonucci                 | A vida de dois melhores amigos muda quando a irmã de um deles começa a fazer milagres e vira padroeira do bairro                                                           |
| La Scuola Cattolica                                                    | Stefano Mordini                                                           | Itália                                           | Drama, Crime                               | Valeria Golino, Riccardo Scamarcio, Jasmine Trinca, Valentina Cervi, Benedetta Porcaroli, Fabrizio Gifuni                        | Dramatização dos eventos que levaram ao Massacre de Circeo |
| Seance                                                                 | Simon Barrett                                                             | Reino Unido, EUA                                 | Terror                                     | Suki Waterhouse, Ella-Rae Smith, Madisen Beaty, Inanna Sarkis, Seamus Patterson, Stephanie Sy                                    | Seis alunas de um internato de elite se reúnem para um séance uma noite, e na manhã seguinte uma delas está morta                                                          |
| Secrets of 1979 (弓蕉園的秘密)                                         | Zero Chou                                                                 | Taiwan                                           | Drama                                      | Chen Yu, Daphne Low, Sean Sun, Xu Yuting, Akio Chen, Bai-Hui Chang                                                               | Duas jovens se apaixonam e tentam promover a democracia na Taiwan sob lei marcial                                                                                          |
| Sedimentos                                                             | Adrian Silvestre                                                          | Espanha                                          | Documentário                               | Alicia de Benito, Lena Brasas, Cristina Millán, Tina Recio, Saya Solana, Yolanda Terol                                           | Seis mulheres trans viajam para uma pequena cidade em León |
| See You Then                                                           | Mari Walker                                                               | EUA                                              | Drama                                      | Pooya Mohseni, Lynn Chen, Danny Jacobs, Nican Robinson, Nikohl Boosheri                                                          | Uma década após um término abrupto, duas ex-namoradas se reencontram para jantar                                                                                           |
| A Sexplanation                                                         | Alex Liu                                                                  | EUA                                              | Documentário                               | Alex Liu | Um homem gay sai em uma jornada para corrigir os erros que aprendeu na aula de educação sexual                                                                             |
| Seyran Ates: Sex, Revolution and Islam                                 | Nefise Özkal Lorentzen                                                    | Noruega                                          | Documentário                               | Seyran Ateş | Segue a luta por uma revolução sexual da advogada, feminista radical, e imã turca-alemã                                                                                    |
| Shoplifters of the World                                               | Stephen Kijak                                                             | EUA                                              | Comédia, Drama                             | Joe Manganiello, Ellar Coltrane, Helena Howard, Elena Kampouris, Nick Krause, James Bloor                                        | Em uma louca noite em Denver, 1987, quatro amigos tentam lidar com o fim da banda The Smiths                                                                               |
| Silent Night                                                           | Camille Griffin                                                           | Reino Unido                                      | Suspense, Drama, Comédia                   | Keira Knightley, Matthew Goode, Roman Griffin Davis, Annabelle Wallis, Lily-Rose Depp, Sope Dirisu                               | trad. A Última Noite Com uma nuvem venenosa prestes a destruir toda vida na Terra, uma família reúne seus amigos para uma última noite de Natal                            |
| Il silenzio grande                                                     | Alessandro Gassmann                                                       | Itália, Polônia                                  | Comédia                                    | Margherita Buy, Antonia Fotaras, Massimiliano Gallo, Marina Confalone, Emanuele Linfatti                                         | [ 207 ] |
| Single All the Way                                                     | Michael Mayer                                                             | EUA                                              | Comédia, Romance                           | Michael Urie, Philemon Chambers, Kathy Najimy, Luke Macfarlane, Barry Bostwick, Jennifer Coolidge                                | Para evitar julgamento vindo de sua família, um homem convence seu amigo a fingir ser seu namorado para as festas de Natal                                                 |
| The Sixth Reel                                                         | Carl Andress, Charles Busch                                               | EUA                                              | Coméia                                     | Charles Busch, Julie Halston, Doug Plaut, Tim Daly, Margaret Cho, Patrick Page                                                   | Um colecionador azarado descobre um lendário filme perdido e entra em uma aventura para retorná-lo à pessoa certa                                                          |
| So Vam                                                                 | Alice Maio Mackay                                                         | Austrália                                        | Terror, Drama                              | Grace Hyland, Xai, BenDeLaCreme, Tumelo Nthupi, Erin Paterson, Ethan McErlean                                                    | Um garoto gay que sonha em deixar sua cidadezinha e se tornar uma drag queen vira um vampiro                                                                               |
| Some Women                                                             | Quen Wong                                                                 | Singapura                                        | Documentário                               | Quen Wong | A diretora compartilha sua jornada de vida como uma mulher trans em Singapura                                                                                              |
| Someone Like Me                                                        | Steve J. Adams, Sean Horlor                                               | Canadá                                           | Documentário                               | | Segue um jovem gay de Uganda procurando asilo e independência em uma nova comunidade                                                                                       |
| Stillwater                                                             | Tom McCarthy                                                              | EUA                                              | Drama                                      | Matt Damon, Camille Cottin, Abigail Breslin, Lilou Siauvaud, Deanna Dunagan, Idir Azougli                                        | |
| Stop-Zemlia                                                            | Kateryna Gornostai                                                        | Ucrânia                                          | Drama                                      | Maria Fedorchenko, Arsenii Markov, Yana Isaienko, Oleksandr Ivanov                                                               | [ 213 ] |
| Strah od leptira                                                       | Isidora Goncic                                                            | Sérvia                                           | Drama                                      | Svetislav 'Bule' Goncic, Dusan Kalicanin, Zoran Pajic                                                                            | Em Belgrado, no final dos anos 90, um homem preso por prostituição vira colega de cela de um dissidente político                                                           |
| Streams                                                                | Mehdi Hmili                                                               | Tunísia, França, Luxemburgo, EUA                 | Drama                                      | Slim Baccar, Afef Ben Mahmoud, Iheb Bouyahya, Sarah Hannachi, Zaza                                                               | Após cumprir uma sentença por adultério, uma mulher procura por seu filho desaparecido                                                                                     |
| Surrogacy (サロガシー)                                                 | Arai Toshio                                                               | Japão                                            | Drama                                      | Mayu Hotta, Yoshihiko Hosoda, Kenta Inozuka, Wakana Matsumoto, Takumi Saitoh                                                     | Uma mulher aceita ser barriga de aluguel para seu irmão gay e o parceiro deste                                                                                             |
| Swan Song                                                              | Todd Stephens                                                             | EUA                                              | Drama                                      | Udo Kier, Jennifer Coolidge, Linda Evans, Michael Urie                                                                           | Um cabeleireiro idoso escapa de um asilo e sai em uma jornada para arrumar o cabelo de uma mulher para seu funeral                                                         |
| Sweetheart                                                             | Marley Morrison                                                           | Reino Unido                                      | Drama, Comédia                             | Nell Barlow, Ella-Rae Smith, Jo Hartley, Sophia Di Martino, Samuel Anderson, Tabitha Byron                                       | Uma adolescente é arrastada para um parque aquático por sua família e fica cativada pela salva-vidas do lugar                                                              |
| That Cold Dead Look in Your Eyes                                       | Onur Tukel                                                                | EUA                                              | Terror                                     | Nora Arnezeder, Barbara Beddouk, Max Casella, Alan Ceppos, Eva Dorrepaal, Candice Jean-Jacques                                   | Prestes a perder a namorada e seu emprego, um homem começa a ter alucinações                                                                                               |
| tick, tick…BOOM!                                                       | Lin-Manuel Miranda                                                        | EUA                                              | Musical, Drama                             | Andrew Garfield, Alexandra Shipp, Robin de Jesús, Vanessa Hudgens, Mj Rodriguez, Judith Light                                    | [ 220 ] |
| Titane                                                                 | Julia Ducournau                                                           | França, Bélgica                                  | Drama                                      | Vincent Lindon, Agathe Rousselle, Garance Marillier, Laïs Salameh, Dominique Frot                                                | |
| Töchter                                                                | Laurentia Genske, Robin Humboldt                                          | Alemanha                                         | Documentário                               | | Duas irmãs trans e sua família se fogem da guerra na Síria para a Alemanha                                                                                                 |
| Todo a la vez (la mirada de Paco y Manolo)                             | Alberto Fuguet                                                            | Chile, Espanha                                   | Documentário                               | Paco Moyano, Manolo Rodríguez | Sobre um casal de fotógrafos catalães juntos à 30 anos |
| Toutes les deux                                                        | Noël Mitrani                                                              | Canadá                                           | Comédia, Romance                           | Veronika Leclerc Strickland, Mélanie Elliott, Vitali Makarov, Elliott Mitrani, Natacha Mitrani, Daniel Murphy                    | Quando começa a suspeitar da fidelidade de sua esposa, um homem contrata uma detetive particular, mas esta acaba se apaixonando pela mulher                                |
| Trans - I Got Life                                                     | Doris Metz, Imogen Kimmel                                                 | Alemanha                                         | Documentário                               | Rikku Raimondi, Mikael Panci Pancak, Elisabeth Sophia Landsteiner, Julius Klemz, Cornelia Hohmann                                | Acompanha o mundo de um cirurgião trans e seus pacientes |
| Transversais                                                           | Emerson Maranhão                                                          | Brasil                                           | Documentário                               | Samilla Marques Aires Érikah Alcântara Edivane Barros Clotilde Batista, Mara Beatriz, José Rogério Franklin                      | Segue as vidas de cinco pessoas trans de origens e classes sociais diferentes                                                                                              |
| Los trapos sucios se lavan en casa                                     | Diego Muñoz                                                               | México                                           | Comédia                                    | Giovanna Zacarías, Lisset, Arath de la Torre, Amorita Rasgado, José Alonso, Angélica Aragón                                      | [ 225 ] |
| Travesía Travesti                                                      | Nicolás Videla                                                            | Chile                                            | Documentário                               | | A última performance de um grupo de cabaré trans coincide com o começo dos protestos chilenos de 2019                                                                      |
| Travis Turner                                                          | Mike Klassen                                                              | Canadá                                           | Drama                                      | Chad Andrews, Jenny Fischer, Valentyn Korotkevych, Mark Bacolcol, Angela Kaiser, Nick Szeman                                     | Um garoto do colegial dá uma festa sob estranhas circunstâncias |
| Trübe Wolken                                                           | Christian Schäfer                                                         | Alemanha                                         | Drama, Suspense                            | Jonas Holdenrieder, Devid Striesow, Valerie Stoll, Peter Jordan, Max Schimmelpfennig, Claudia Geisler                            | Um adolescente misterioso atrai a atenção de uma colega de turma e seu professor                                                                                           |
| Truman & Tennessee: An Intimate Conversation                           | Lisa Immordino Vreeland                                                   | EUA                                              | Documentário                               | Jim Parsons, Zachary Quinto | As obras e vidas de dois icônicos autores americanos, Truman Capote e Tennessee Williams                                                                                   |
| A Última Imagem                                                        | Benedito Ferreira                                                         | Brasil, França                                   | Documentário                               | Benedito Ferreira, Jean-Luc Voleau, Benedito Senna Jr.                                                                           | Na França, o diretor conhece um homem cego de Belém que também é gay e tem o mesmo nome                                                                                    |
| Under the Christmas Tree                                               | Lisa Rose Snow                                                            | Canadá, EUA                                      | Romance                                    | Elise Bauman, Tattiawna Jones, Ricki Lake, Sonia Dhillon Tully, Shawn Ahmed                                                      | Uma arborista procura a árvore perfeita para salvar o Natal, mas esta está plantada no quintal de alguém                                                                   |
| The United States vs. Billie Holiday                                   | Lee Daniels                                                               | EUA                                              | Biográfico, Drama                          | Andra Day, Trevante Rhodes, Garrett Hedlund, Natasha Lyonne, Da'Vine Joy Randolph, Evan Ross                                     | |
| Upon the Edge                                                          | Timothy Reynard                                                           | Reino Unido                                      | Drama, Romance                             | Maynard Eziashi, Amaka Okafor, Zulekha Chaka, Jack Forsyth-Noble, Will FitzGerald, Austin Hardiman                               | Cinco atores se refugiam no porão de um teatro depois que um ataque terrorista afeta sua peça                                                                              |
| The Velvet Underground                                                 | Todd Haynes                                                               | EUA                                              | Documentário                               | Lou Reed, John Cale, Sterling Morrison, Maureen Tucker, Jonas Mekas, Jonathan Richman                                            | Examina o legado da banda The Velvet Underground |
| Vênus de Nyke                                                          | André Antônio                                                             | Brasil                                           | Drama                                      | André Antônio, Aristeu Portela                                                                                                   | Média-metragem que acompanha as experiências sexuais de um homem |
| Venuseffekten                                                          | Anna Emma Haudal                                                          | Dinamarca                                        | Comédia, Romance, Drama                    | Josephine Park, Anne Sofie Wanstrup, Lars Mikkelsen, Sofie Gråbøl                                                                | Uma jovem ajudando com o negócio dos pais se apaixona por uma mulher mais velha de coração quebrado                                                                        |
| La visita                                                              | Ana Mancera                                                               | México                                           | Drama                                      | Ivana De Maria, Mariano Palacios, Fiona Muñoz, Adriana Llabrés                                                                   | A relação de um jovem casal de recém-casados sofre quando uma velha amiga da esposa passa a morar com eles                                                                 |
| Walk With Me                                                           | Isabel del Rosal                                                          | EUA                                              | Drama                                      | Devin Dunne Cannon, Bridget Barkan, Catrina Ganey, Daniel Fox, Grant E. Ginsberg, Nikki James                                    | Com sua filha pequena, uma mulher deixa seu marido e conhece uma jovem música quando tenta reconstruir sua vida                                                            |
| We All Lie My Darling                                                  | Pierre-Nicolas Panasci                                                    | Austrália                                        | Drama                                      | Kristian Boulter, Blaire Cowen, Gianna Aspencade, Kendall Drury, Michael Grocholsky, Aaron Little                                | Baseado em fatos, uma comunidade LGBTQIA convive com discriminação, HIV, e amor                                                                                            |
| We Need to Do Something                                                | Sean King O’Grady                                                         | EUA                                              | Terror, Suspense                           | Pat Healy, Vinessa Shaw, Sierra McCormick, John James Cronin, Lisette Alexis                                                     | Uma família fica presa no banheiro de sua casa quando um tornado aparece inesperadamente                                                                                   |
| Wet Sand                                                               | Elene Naveriani                                                           | Suíça, Geórgia                                   | Drama                                      | Gia Agumava, Eka Chavleishvili, Zaal Goguadze, Kakha Kobaladze, Megi Kobaladze, Bebe Sesitashvili                                | Após a morte de seu avô, uma mulher vai até seu vilarejo no Mar Negro para enterrá-lo e encontra uma rede de mentiras                                                      |
| What Did You Eat Yesterday? (きのう何食べた?)                          | Kazuhito Nakae                                                            | Japão                                            | Comédia, Romance                           | Hidetoshi Nishijima, Seiyo Uchino, Koji Yamamoto, Hayato Isomura, Makita Sports, Misako Tanaka                                   | Segue um casal gay chegando na meia-idade, um cabeleireiro carismático e um advogado sério, que viajam para Kyoto                                                          |
| Who Am I Now?                                                          | Louise E. Lathey                                                          | Canadá                                           | Drama                                      | Joanna Gaskell, Barbara Beall, Alethea Sholomenko, Raphael Lecat, Cameron Paisley, Alicia c. Snee                                | Duas novas amigas descobrem uma atração mútua |
| Who's on Top?                                                          | Devin Fei-Fan Tau                                                         | EUA                                              | Documentário                               | George Takei, Taylor Feldman, Shanita King, Stacey Rice, Ryan Stee                                                               | As histórias de um grupo de alpinistas LGBT |
| Who We Love                                                            | Graham Cantwell                                                           | Irlanda                                          | Drama                                      | Clara Harte, Dean Quinn, Amy-Joyce Hastings, Venetia Bowe, Amy Hughes, Paul Ronan                                                | [ 244 ] |
| Wigudun, Alma de Dos Espíritus                                         | Fernando Muñoz, Raphael Salazar                                           | Panamá, Brasil                                   | Documentário                               | Nandin Solis, Yineth Muñoz, Rosario Arias, Debora Hernandez, Grupo Wigudun galu                                                  | Explora a identidade não-binária Guna, povo indígena do Panamá, ao seguir quatro pessoas                                                                                   |
| Wildhood                                                               | Bretten Hannam                                                            | Canadá                                           | Drama                                      | Michael Greyeyes, Phillip Lewitski, Joel Thomas Hynes, Savonna Spracklin, Jordan Poole, Joshua Odjick                            | Um adolescente descobrindo sua sexualidade e seu irmão fogem de seu pai abusivo para encontrar a mãe que acreditava estar morta                                            |
| Wish You (위시유)                                                      | Sung Do-joon                                                              | Coreia do Sul                                    | Drama, Romance                             | Lee Sang, Kang In-soo, Park Su-bin, Baek Seo-bin                                                                                 | Um tecladista tímido se apaixona por um cantor de rua |
| Workhorse Queen                                                        | Angela Washko                                                             | EUA                                              | Documentário                               | Ed Popil | Um operador de telemarketing de 47 anos larga o emprego para se dedicar a carreira de drag queen                                                                           |
| The World to Come                                                      | Mona Fastvold                                                             | EUA                                              | Histórico, Drama                           | Vanessa Kirby, Katherine Waterston, Casey Affleck, Christopher Abbott, Andreea Vasile                                            | Em 1850, duas vizinhas casadas formam um laço profundo na fronteira americana                                                                                              |
| Yes I Am: The Ric Weiland Story                                        | Aaron Bear                                                                | EUA                                              | Documentário                               | Zachary Quinto, Gil Bar-Sela, Bill Gates                                                                                         | A história de Ric Weiland, pioneiro queer da indústria tecnológica e um dos primeiros trabalhadores da Microsoft                                                           |
| You Are My Sunshine                                                    | David Hastings                                                            | Reino Unido                                      | Drama, Romance, Histórico                  | Charles O'Neill, Ernest Vernon, Steve Salt, Jack Knight                                                                          | Segue o relacionamento entre dois homens, desde seu primeiro encontro nos anos 70                                                                                          |
| Zákon lásky                                                            | Barbora Chalupová                                                         | República Checa                                  | Documentário                               | | Segue a luta pela legalização do casamento entre pessoas do mesmo sexo na República Checa                                                                                  |